# Charlotte Shane
Charlotte Shane, född 1982/1983, är en amerikansk essäist, författare och före detta sexarbetare. Hon är medgrundare av förlaget Tigerbee Press och har bland annat författat böckerna Prostitute Laundry och An Honest Woman.

## Biografi

### Bakgrund och sexarbete
Shane är en New York-baserad essäist och författare. Som barn var hon inte tillräckligt atletisk för att fungera som pojkflicka, men hon kände sig inte helt bekväm med rollen som flicka. I tonåren skrev hon dikter.
I den tidiga 20-årsåldern avslutade hon sina universitetsstudier i genusvetenskap, och istället försörjde hon sig under ett antal års tid som sexarbetare (eskort).

### Förlag och författarskap
2015 var Shane medgrundare till Brooklyn-baserade bokförlaget Tigerbee Press, tillsammans med hennes dåvarande pojkvän Sam Dakota. Där publicerades hennes första bok Nightmare Brunette (i senare upplagor kallad  N.B.), en beskrivning av fem år i hennes liv, 2008–2013. Knappt två år senare kom chapbooken/häftet 3 Conversations, författad tillsammans med Merritt K.
På Tigerbee Press utgavs även Prostitute Laundry, som startade tidigt 2014 som ett nyhetsbrev och kretsar kring relationer och identitet, sexarbetets olika sidor och mänskligt beteende. Boken kom 2023 även på ett brittiskt förlag och med Katherine Angel som förordsförfattare. Mellan dessa utgåvor har sexbranschen i USA och internationellt upplevt stora förändringar, där digitala plattformar som Onlyfans dykt upp men marknadsföringen av sexuella tjänster i bland annat USA blivit svårare. Shane nämner att bokens beskrivningar av våld även hämtat inspiration från skrifter av Camille Paglia, Jenny Diski och Virginie Despentes.
Tigerbee Press har även publicerat verk av bland andra Niina Pollari, Davey Davis och Lisa Carver.
2024 publicerades Shanes andra memoar, An Honest Woman, med undertiteln "a Memoir of Love and Sex Work". Förlagskontraktet (med Simon & Schuster) skrevs redan sex år tidigare. Boken fortsätter beskrivningen av Shanes tidigare liv som eskort, denna gång med utgångspunkt i relationen med en återkommande kund.

### Annat skrivande
Shanes skrivande har även synts i publikationer som New Inquiry, Harper's, Adult Mag, Brooklyn Magazine, Hazlitt, The New Republic, The New York Times Magazine, Dissent och The Nation. Hennes essäer har synts som kapitel i antologier som Can We All Be Feminists? (2018, med June Eric-Udorie som redaktör).

## Andra aktiviteter
Shane är gift och bor i New York. Hon har varit vegan sedan 18 års ålder.

### Böcker
- Nightmare Brunette. New York: Tigerbee Press. 2015. ISBN 978-0997044430 (senare upplagor med titeln N.B.)
- Prostitute Laundry. New York: Tigerbee Press. 2015. ISBN 978-0997044423
  -  Prostitute Laundry. London: Serpent's Tail. 2023. ISBN 978-1800815834
- 3 Conversations, Tigerbee Press, New York 2016. OCLC: 1401019745
- An Honest Woman: A Memoir of Love and Sex Work. New York: Simon & Schuster. 2024. ISBN 978-1982126865

### Artiklar / Bokkapitel (urval)
- June Eric-Udorie, red (2018). Can we all be feminists? new writing from Brit Bennett, Nicole Dennis-Benn, and 15 others on intersectionality, identity, and the way forward for feminism. Penguin Books. ISBN 978-0-14-313237-0